# Pontus Zetterman
Pontus Gabriel Zetterman, född 11 januari 1994 i Göteborg, är en svensk handbollsspelare (högernia).
Zetterman spelade 58 U-landskamper och gjorde 240 mål för Sveriges U19- och U21-landslag åren 2011–2015. Han var med och vann silver vid U18-EM 2012, där han också utsågs till turneringens MVP (mest värdefulla spelare), och silver vid U20-EM 2014.

## Klubbar
- Bjurslätts IF
- Redbergslids IK (–2014)
- HK Drott (2014–2016)
- TuS Nettelstedt-Lübbecke (2016–2018)
- HSC 2000 Coburg (2018–2021)
- BSV Bern (2021–2023)
- Önnereds HK (2023–)